# Rayner Peak
Rayner Peak är en bergstopp i Antarktis. Den ligger i Östantarktis. Australien gör anspråk på området. Toppen på Rayner Peak är 1 270 meter över havet.
Terrängen runt Rayner Peak är varierad. Rayner Peak är den högsta punkten i trakten. Trakten är obefolkad. Det finns inga samhällen i närheten.